# 仁和坪镇
仁和坪镇，隶属湖北省五峰土家族自治县，人口24216人，面积243平方千米。辖1个居委会、14个村委会：仁和坪、大栗树、林家坪、大檀树、桥梁、富裕冲、升子坪、杨家淌、枫香坪、仁和坪、业产坪、杨柳池、梅坪、船山坪、罗汉淌。